# Carl Aarvold
Sir Carl Douglas Aarvold (Hartlepool, 7 giugno 1907 – Dorking, 17 marzo 1991) fu un magistrato e avvocato britannico, recorder di Londra e giudice nel processo contro i gemelli Kray.
Prima di intraprendere la carriera legale, fu rugbista internazionale che rappresentò l'Inghilterra tra il 1928 e il 1933 e i British Lions in due tour tra il 1927 e il 1930, oltre a essere presidente della federazione tennistica britannica tra il 1962 e il 1980.
Ricevette le onorificenze di Ufficiale dell'Ordine dell'Impero Britannico, Knight Bachelor e la gran decorazione d'argento dell'ordine al merito austriaco.

## Biografia
Nativo di Hartlepool, compì gli studi superiori a Durham e successivamente studiò giurisprudenza all'Emmanuel College dell'Università di Cambridge, la cui squadra di rugby rappresentò in quattro Varsity Match contro Oxford.
Il debutto internazionale di Aarvold non avvenne con la maglia inglese, ma con i British Lions, del cui tour del 1927 in Argentina fece parte, disputando tutti e quattro gli incontri con i Pumas sudamericani; l'esordio con l'Inghilterra avvenne a Twickenham il 7 gennaio 1928 in un test match contro l'Australia.
Due anni dopo fu di nuovo schierato con i British & Irish Lions nel loro tour in Australasia.
Nell'ottobre 1932 sostenne e superò l'esame per l'abilitazione professionale ad avvocato.
Dopo la vittoria nell'Home Championship 1933 giunse il ritiro internazionale; nel palmarès sportivo di Aarvold figura anche il Grande Slam nel 1928.
La sua attività legale fu interrotta dalla guerra; arruolatosi nell'esercito fu inquadrato come ufficiale d'artiglieria giungendo fino al grado di tenente colonnello; dopo il conflitto fu insignito dell'onorificenza di ufficiale dell'Ordine dell'Impero Britannico e, a seguire, della medaglia per la Territorial Decoration.
Tornato alla carriera civile, nel 1951 fu designato Recorder (magistrato supervisore dell'amministrazione della giustizia in una città o distretto) di Pontefract, nell'allora Yorkshire e, nel 1954, giudice al tribunale della Città di Londra e a seguire, Recorder di Londra; fuori dall'ambito giudiziario, fu anche eletto nel 1962 presidente della Lawn Tennis Association, la federazione tennistica britannica, incarico tenuto fino al 1980.
Tra i casi che presiedette in giudizio figura anche il processo contro la Firm, associazione per delinquere capeggiata dai gemelli Kray che si rese responsabile di numerosi reati di omicidio, estorsione e rapina e divenne nota per essere una delle bande criminali più pericolose del Regno Unito; nel 1966 fu insignito dall'Austria della gran decorazione d'onore in argento per servizi resi a tale Paese e, nel 1967, fu nominato Knight Bachelor con conferimento del titolo onorifico di "Sir".
Ritiratosi dalla carriera giudiziaria nel 1975, continuò la sua attività legale come consulente di un gruppo di ricerca sui crimini; morì il 17 marzo 1991 a 83 anni nel villaggio di Westhumble, appartenente alla municipalità di Dorking, in Surrey.